# Jacentów (Sadowie)
Jacentów – przysiółek wsi Sadowie w Polsce, położony w województwie świętokrzyskim, w powiecie opatowskim, w gminie Sadowie.
W latach 1975–1998 przysiółek administracyjnie należała do województwa tarnobrzeskiego.
Posiada status samodzielnego sołectwa.
Przez wieś przechodzi  czerwony szlak rowerowy do Opatowa.

## Historia
W XIX w. Jacentów był folwarkiem należącym do dóbr Ruszków. Znajdował się tu dwór. Folwark zajmował obszar 342 mórg.

## Zabytki
- Zespół pałacowy: pałac, w którym obecnie znajduje się hotel, park, budynek służby i budynek gospodarczy

## Sport
W Jacentowie, od 1993 roku, działa klub piłki nożnej, Marol Jacentów, występujący obecnie (sezon 2024/25) w klasie B, gr. Sandomierz, będącej ósmą, pod względem ważności, klasą męskich ligowych rozgrywek piłkarskich w Polsce.